# Halibut Point Reservation
Halibut Point Reservation ist ein 12 Acres (4,9 ha) großes Naturschutzgebiet bei der Stadt Rockport im Bundesstaat Massachusetts der Vereinigten Staaten, das von der Organisation The Trustees of Reservations in Kooperation mit dem Department of Conservation and Recreation (DCR) verwaltet wird.

## Schutzgebiet
Am Halibut Point wurde im 20. Jahrhundert in großem Maßstab Granit abgebaut, der zur Errichtung von Bauwerken in den umliegenden Städten verwendet wurde. So besteht auch der Bostoner Custom House Tower aus dem dort gewonnenen Material. 1934 konnten die Trustees das Gelände erwerben und als Schutzgebiet einrichten.
Vom Schutzgebiet aus ist insbesondere eine gute Vogelbeobachtung möglich. Es befindet sich in direkter Nachbarschaft des vom DCR verwalteten Halibut Point State Park, wo es auch ein Besucherzentrum mit angegliedertem Museum zur Geschichte des Granitabbaus am Cape Ann gibt. Durch das Areal führen 2,5 mi (4 km) Wanderwege, die Teil des Atlantic Path sind.